# Termoregolazione
La termoregolazione è la capacità di regolare la temperatura di un sistema biologico.

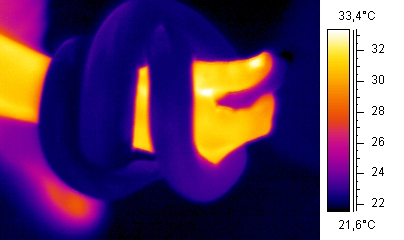
Termogramma di un serpente tenuto in mano da un uomo. È evidente la differenza di temperatura tra il serpente (ectotermo) e l'uomo (endotermo).

## Termini usati storicamente
- A sangue caldo: amale cui la temperatura del sangue si credeva essere relativamente alta;
- A sangue freddo: animale cui la temperatura del sangue si credeva essere relativamente bassa.

Le misure oggettive della temperatura degli animali hanno smentito questa semplificazione, ma i termini permangono nell'uso comune per distinguere due categorie di animali con diverse caratteristiche di termo 
Altri due termini usati comunemente, anch'essi non completamente corretti, sono:
- Omeoterma: temperatura con poche variazioni nell'arco della vita;[1]
- Peciloterma: temperatura con grandi variazioni nell'arco della vita.[2]

Infatti si verificò che, ad esempio, gli animali che vanno in letargo presentano comunque un'apprezzabile diminuzione della temperatura. 
- Endoterma: che regolano la temperatura prevalentemente con fenomeni interni o endogeni (sudorazione, vaso-dilatazione);[3]
- Ectoterma: che regolano la temperatura prevalentemente con fenomeni esterni o esogeni (esposizione al sole, fuga all'ombra).[4]

## Principi
La principale fonte di calore per un organismo endotermico è il "lavoro" delle cellule: la quantità di calore prodotta da un organismo in un certo tempo (legata alla potenza generata) è quindi proporzionale al suo volume. Se, come avviene nella normalità, la temperatura del corpo è maggiore di quella ambientale, il calore perduto in un certo tempo (legato alla potenza dissipata) è proporzionale alla superficie del corpo e alla differenza di temperatura tra questo e l'ambiente. 
Le regole di Bergman descrivono il principio appena enunciato.

## Negli animali

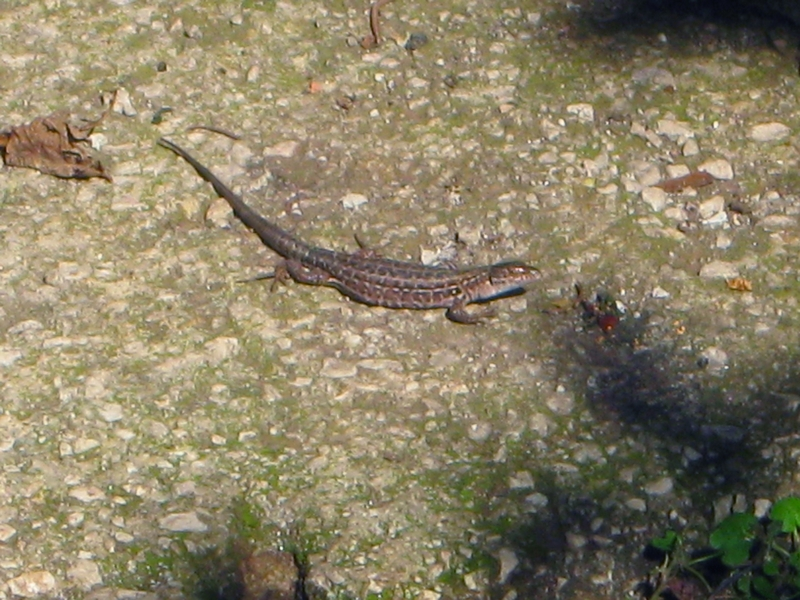
Lucertola al sole.

### Ectotermi
Tutti gli invertebrati, i pesci, gli anfibi e i rettili hanno questo tipo di termoregolazione "passiva". Prevedono metodi attivi comportamentali: esposizione al Sole, fuga all'ombra, variazione della profondità per gli organismi acquatici. Di conseguenza questi animali non sono adatti a tutti i tipi di climi, e mal si adattano ad eccessivi sbalzi di temperatura, anche se lenti (variazione stagionale). In genere sono costretti all'inattività durante i periodi troppo freddi: infatti, temperature troppo basse limitano la velocità del metabolismo.
Il vantaggio però, è quello di non doversi nutrire tanto quanto gli Endotermi, essendo la biomassa consumata da questi bruciata per la produzione di calore, e non immagazzinata come scorte energetiche future.

### Endotermia

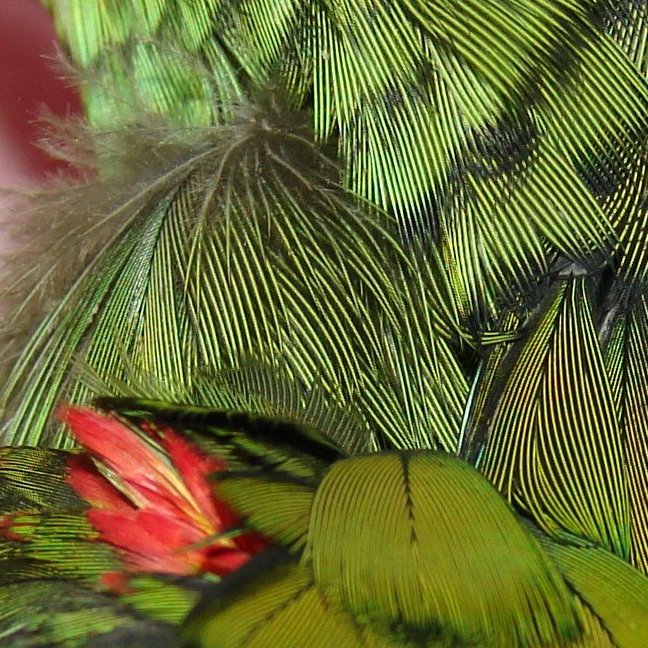
Ingrandimento del piumaggio di un pappagallo.

È tipica solo dei Mammiferi, degli Uccelli e con probabilità, delle forme ancestrali di questi due: rispettivamente Terapsidi e Dinosauri, entrambi forme arcaiche di rettile del (Mesozoico).
Essi possiedono le piume, che formano i piumaggi, e i peli, che formano le pellicce, strati isolanti che rendono la temperatura corporea meno influenzabile da quella ambientale, grazie allo strato di aria isolante che si forma tra di loro e la pelle. L'attività delle loro cellule può essere regolata in modo da produrre più calore, se necessario. Possono inoltre dilatare i capillari sottocutanei in modo da disperdere meglio il calore corporeo (vasodilatazione periferica), oppure chiuderne gran parte per trattenerlo (vasocostrizione). I Mammiferi sono inoltre in grado di perdere calore attraverso il sudore che, evaporando, lo sottrae alla pelle, o dall'ansimare, se la pelliccia è folta, con acqua che evapora dal sistema respiratorio o dalla lingua (saliva).
Questi adattamenti permettono loro di trovarsi in uno stato ottimale anche in periodi freddi, mantenendo sempre una temperatura più elevata degli ectotermi. Il prezzo ovviamente è la quantità di alimenti che deve riuscire a procacciarsi un endotermo, per poter mantenere la temperatura del corpo costante.

## Nelle piante
Le piante sono essenzialmente ectoterme (con grandissime variazioni), ma esistono comunque meccanismi che permettono loro di regolare la temperatura: ad esempio, tramite il fenomeno della traspirazione, l'acqua evaporata dagli stomi fa abbassare la temperatura della pianta (una specie di sudorazione).

## Limiti della suddivisione tra ectotermi ed endotermi
Nel tempo si è compreso che alcuni degli animali precedentemente catalogati ectotermi, come il tonno o il pesce spada possiedono anche delle caratteristiche degli animali endotermi, ponendosi in una categoria intermedia.